# Биномна теорема
Биномна теорема је теорема елементарне алгебре и описује коефицијенте степена бинома када је он представљен у развијеној форми. По овој теореми, могуће је представити израз (x + ) сумом сабирака облика ax, где су коефицијенти a позитивни цели бројеви, при чему је збир експонената x и y једнак n за сваки сабирак. На пример:
{\displaystyle (x+y)^{4}\;=\;x^{4}\,+\,4x^{3}y\,+\,6x^{2}y^{2}\,+\,4xy^{3}\,+\,y^{4}.}
Коефицијенти који се појављују у биномном развоју називају се биномни коефицијенти. Они су идентични бројевима који се појављују у Паскаловом троуглу. Ови бројеви се могу израчунати једноставном формулом која користи факторијел. 
Исти ови коефицијенти се јављају у комбинаторици, где је израз x− једнак броју различитих комбинација k елемената који се бирају из скупа од n чланова.

### Формуле
Коефицијент који стоји уз x− дат је формулом: 
{\displaystyle {n \choose k}={\frac {n!}{k!\,(n-k)!}}}
која је дефинисана уз помоћ функције факторијела n!. Ова формула се може написати и на следећи начин: 
{\displaystyle {n \choose k}={\frac {n(n-1)\cdots (n-k+1)}{k(k-1)\cdots 1}}=\prod _{\ell =1}^{k}{\frac {n-\ell +1}{\ell }}}
где су k фактори и у имениоцу и у бројиоцу разломка. Иако се у овој формули користи разломак, биномни коефицијенти су цели бројеви.

## Исказ теореме
Сваки степен израза x +  могуће је представити у форми: 
{\displaystyle {\begin{aligned}(x+y)^{n}&={n \choose 0}x^{n}y^{0}+{n \choose 1}x^{n-1}y^{1}+{n \choose 2}x^{n-2}y^{2}+{n \choose 3}x^{n-3}y^{3}+\cdots \\&{}\qquad \cdots +{n \choose n-1}x^{1}y^{n-1}+{n \choose n}x^{0}y^{n},\end{aligned}}}
где {\displaystyle {\tbinom {n}{k}}} означава одговарајући биномни коефицијент. Други начин записивања ове формуле је: 
{\displaystyle (x+y)^{n}=\sum _{k=0}^{n}{n \choose k}x^{n-k}y^{k}.}